# Haneda

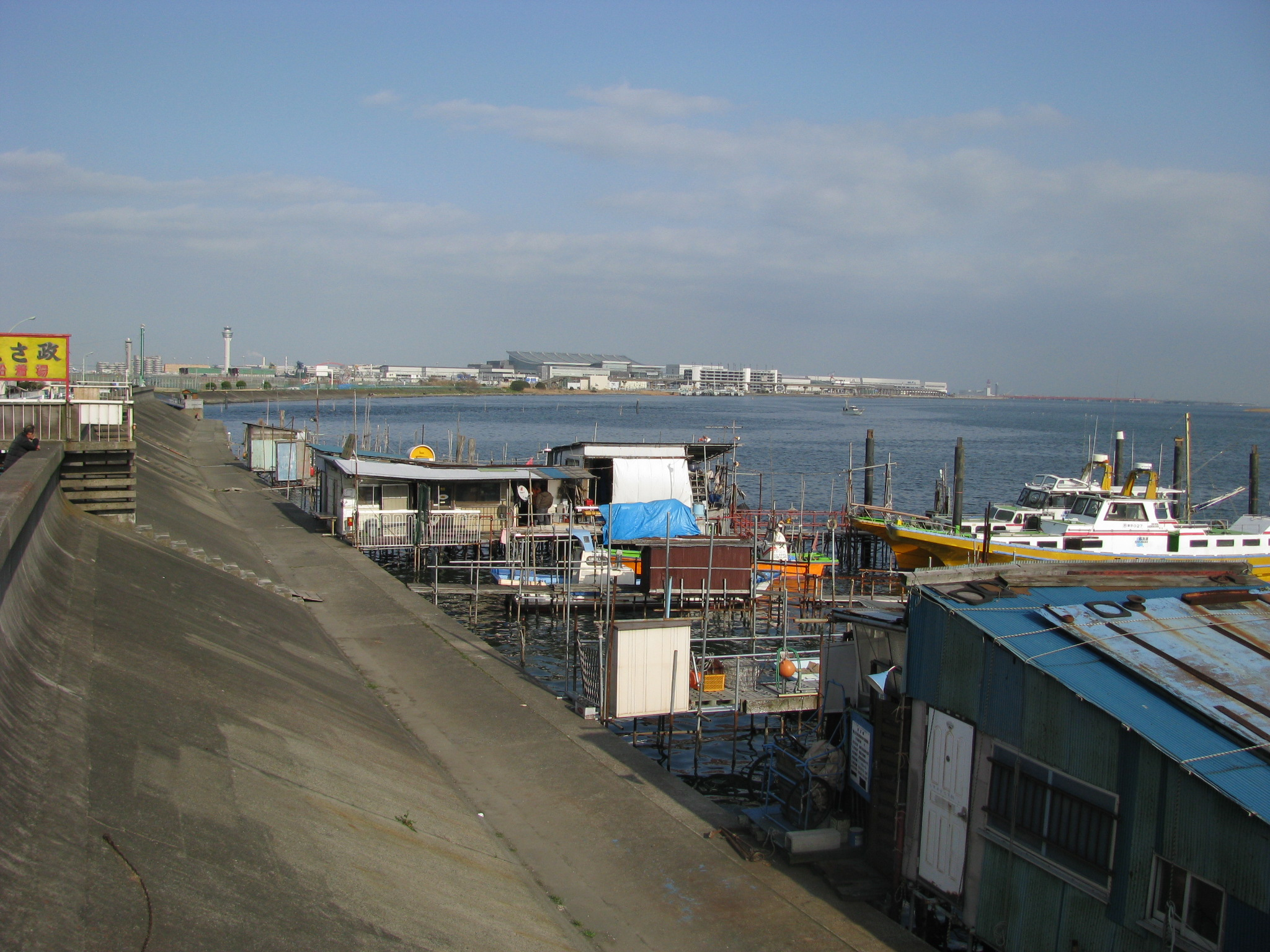
Fischerboote am Tama in Haneda. Im Hintergrund der Internationale Flughafen Tokio.

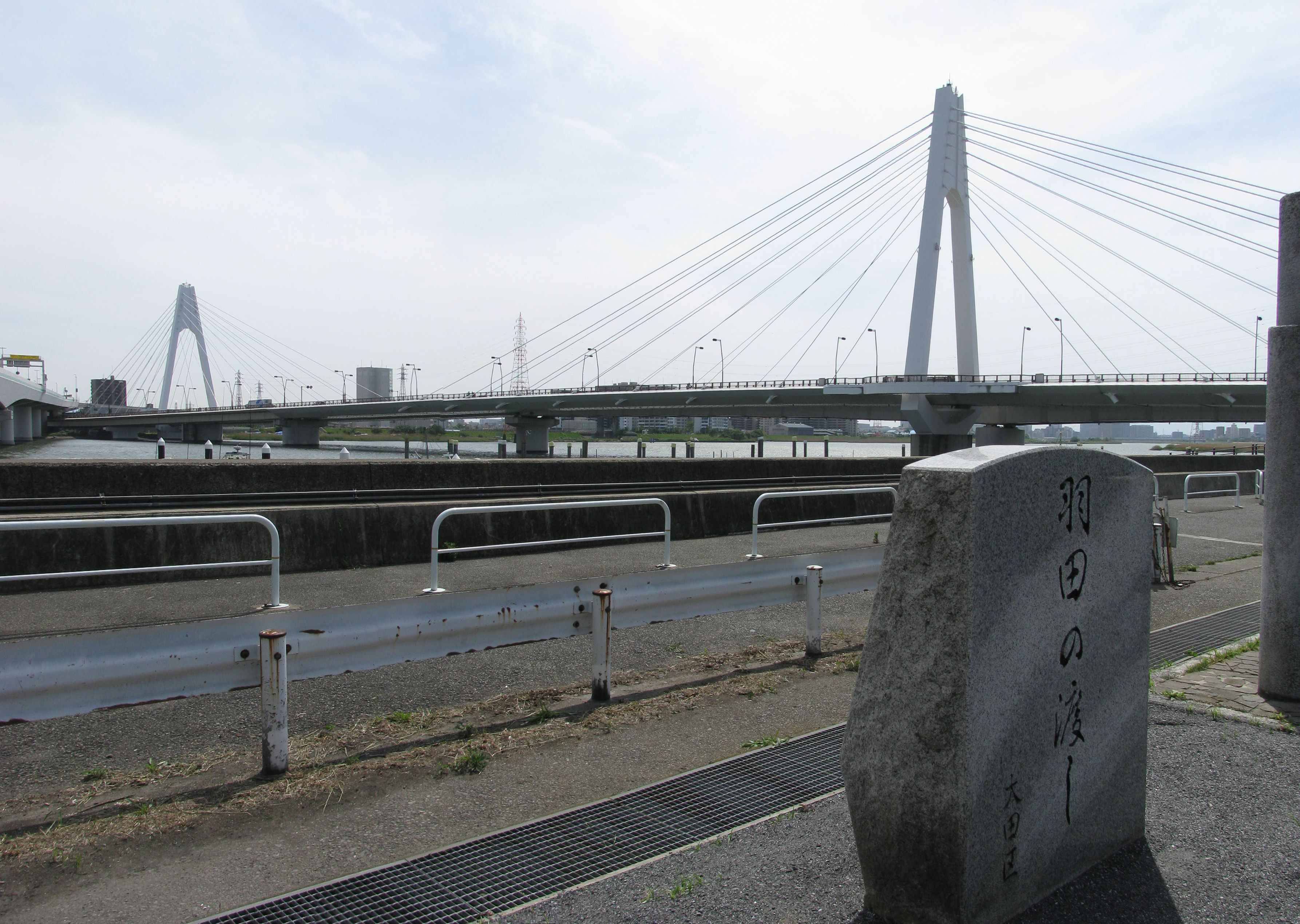
Daishi-Brücke von Haneda gesehen. Im Vordergrund ein Stein, der die alte Fährstelle von Haneda markiert, am linken Bildrand die Autobahnbrücke.

Haneda (jap. 羽田) ist ein Stadtteil des Bezirks Ōta der japanischen Präfektur Tokio. Er liegt im Südosten Ōtas und damit am südlichen Rand Tokios. Haneda gliedert sich in sechs chōme, in denen zum 1. Januar 2010 insgesamt 14.932 Einwohner lebten.
Begrenzt wird Haneda im Norden durch den Kampachi-dōri, den achten Ring, im Westen durch eine Präfekturstraße, die im Süden als Daishi-Brücke (大師橋, Daishi-bashi) über den Tama führt, der zugleich die Südgrenze von Haneda sowie die Grenze zwischen den Präfekturen Tokio und Kanagawa bildet. Im Osten von Haneda liegt der internationale Flughafen Tokio, der als Haneda-kūkō („Flughafen Haneda“) eine eigene Stadtteilbezeichnung hat.
Durch Haneda führt die Stadtautobahn Tokio Nr. 1 („Haneda-Linie“) der Shuto Kōsokudōro, die hier in die Stadtautobahn Tokio Nr. K1 („Yokohane-Linie“) übergeht, sowie die Flughafen-Linie der Eisenbahngesellschaft Keikyū, die am Bahnhof Anamori-inari in Haneda 4-chōme hält.

## Geschichte
Im „Fischerdorf Haneda“ (羽田猟師町, Haneda Ryōshimachi; in dieser Schreibung wörtlich „Jägerdorf Haneda“) unterhalb des eigentlichen Dorfes Haneda befand sich seit Jahrhunderten eine Fährstelle, die es mit Kamitono-machi (?, 上殿町) im heutigen Kawasaki verband.

### Als moderne Gemeinde seit der Meiji-Zeit
Haneda wurde 1889 bei der Einrichtung moderner Gebietskörperschaften ein Dorf (Mura) im Landkreis Ebara, 1907 dann zur Stadt (Machi) aufgewertet. 1932 wurde Haneda in die Stadt Tokio eingemeindet, wo es Teil des Stadtbezirks Kamata war. Nach der Auflösung der Stadt Tokio 1943 gehört Haneda seit der Neuordnung der Tokioter Verwaltung 1947 zu Ōta. Als Gemeinde umfasste Haneda ein wesentlich größeres Gebiet als der heutige Stadtteil; dazu gehörten auch der heutige Flughafen Haneda und benachbarte Gebiete nördlich und westlich des heutigen Haneda.